# Гудкова, Евдокия Филипповна
Евдокия Филипповна Гудкова (22.02.1922 — 31.07.2004) — телятница колхоза им. Свердлова Читинского района Читинской области, Герой Социалистического Труда (1957).
Родилась 22.02.1922 в с. Елизаветано Дальневосточной республики.
Работала в колхозе им. Свердлова Читинского района Читинской области телятницей по уходу за молодняком в возрасте от 20 дней до 4 месяцев.
В 1956 г. добилась 100%-й сохранности закреплённого поголовья. В 1957 г. без потерь вырастила и передала в другие группы 246 телят.
Герой Социалистического Труда (1957). Награждена орденом Трудового Красного Знамени (1966), медалями ВДНХ.
Делегат XXII съезда КПСС.
Почётный гражданин Читинской области (1997).
Сочинения
- Как я выращиваю телят [Текст] / Е. Гудкова, Герой Соц. Труда телятница колхоза им. Свердлова, Чит. района ; Лит. запись М. Ждановича. - Чита : Кн. изд-во, 1960. - 27 с. : портр.; 17 см. - (Б-чка передового опыта).
- Как я вырастила 4900 телят [Текст] / Е. Ф. Гудкова, Герой Соц. Труда, телятница колхоза им. Свердлова Чит. района; [Лит. запись В. Усарова]. — [Иркутск] : Вост.-Сиб. кн. изд-во, 1970. — 18 с. : портр.; 20 см. — (Б-чка животновода; 9).